# Ingemar Henningsson
Stig-Erik Ingemar Henningsson, född 17 april 1949 i Falköping, är en svensk musikforskare och musikadministratör.

## Biografi
Henningsson studerade musikvetenskap vid den nystartade institutionen vid Göteborgs universitet från 1968. Våren 1969 anställdes han som amanuens och fortsatte där tills han fick uppdrag som redaktör för ett musikprogram på Sveriges Radio under säsongen 1970-1971. När den statliga försöksutbildningen SÄMUS - Särskild ämnesutbildning med musik - startade i Göteborg 1971 engagerades han som assistent till utbildningsledare Jan Ling. SÄMUS-utbildningen kom senare att ingå i Musikhögskolan vid Göteborg universitet. 
Henningsson arbetade inom Musikhögskolan vid Göteborgs universitet fram till sin pensionering bland annat som utbildningsledare för musiklärarutbildningen, utbildningschef för grundutbildningarna samt under perioden 1998-2006 som högskolerektor. Under perioden 1986-1992 var han projektledare (för brukarna) för byggnationen av huset Artisten. Han höll i sammanslagningen av de tre  institutionerna Musikhögskolan, Teaterhögskolan och Operahögskolan till enheten HSM - Högskolan för scen och musik vid Göteborgs universitet. 
Han har haft ett flertal nordiska och internationella uppdrag bland annat som International Advisor vid Royal Conservatiore of Scotland (tidigare Royal Scottish Academy of Music and Drama).
Henningsson var under spelåret 2008-2009 konserthuschef för Vara konserthus. 
Han har varit verksam som kyrkomusiker i Falköping och i Göteborg.